# دودة الحشد الخريفية
دودة الحشد الخريفية أو دودة الجيش الخريفية (الاسم العلمي: Spodoptera frugiperda) هي نوع من رتبة حرشفيات الأجنحة وهي مرحلة حياة اليرقات من عثة دودة الخريف. يمكن أن يشير مصطلح «دودة الحشد» إلى عدة أنواع، غالبًا ما يصف السلوك الغزوي واسع النطاق لمرحلة اليرقات من الأنواع.
تعتبر آفة ويمكن أن تدمر مجموعة واسعة من المحاصيل، مما يسبب ضررًا اقتصاديًا كبيرًا. اسمها العلمي مستمد من الكلمة الاتينية frugiperda وتعني متلفة الفاكهة و سميت بهذا الاسم بسبب قدرتها على تدمير المحاصيل. بسبب ميلها إلى التدمير تم دراسة عادات دودة الحشد الخريفية وإمكانيات حماية المحاصيل منها بعمق. وهي أيضًا حالة ملحوظة لدراسة الانتواع المستوطن، حيث يبدو أنها تتباعد في نوعين حاليًا. سمة أخرى ملحوظة لليرقة هي أنها من آكلات المثيل.
دودة الحشد الخريفية نشطة في وقت آخر من العام خلاف دودة الحشد الحقيقية والتي تضم أنواع أخرى في رتبة قشريات الجناح وعائلة الليليات ولكن من جنس ردالة.
عادة ما تحدث فاشيات دودة الحشد الحقيقية خلال الجزء الأول من الصيف في حين تتسبب دودة الحشد الخريفية في معظم الضرر في أواخر الصيف في الجزء الجنوبي من الولايات المتحدة، وفي وقت مبكر من الخريف في المناطق الشمالية.

## وصف

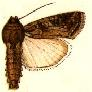
توضيح

طول الفراشات البالغة من 32 إلى 40 مم من طرف الجناح إلى طرف الجناح، مع جناح بني أو رمادي وجناح خلفي أبيض. مثنوية الشكل الجنسي طفيفة مع وجود أنماط أكثر للذكور وبقعة بيضاء مميزة على كلى جناحي الصدارة. أول طور مرحلي لليرقات يكون فاتح اللون برأس أكبر وداكن. عندما تتطور تصبح بنية مع خطوط بيضاء بالطول. كما يكونون بقع داكنة مع أشواك.

## دورة الحياة

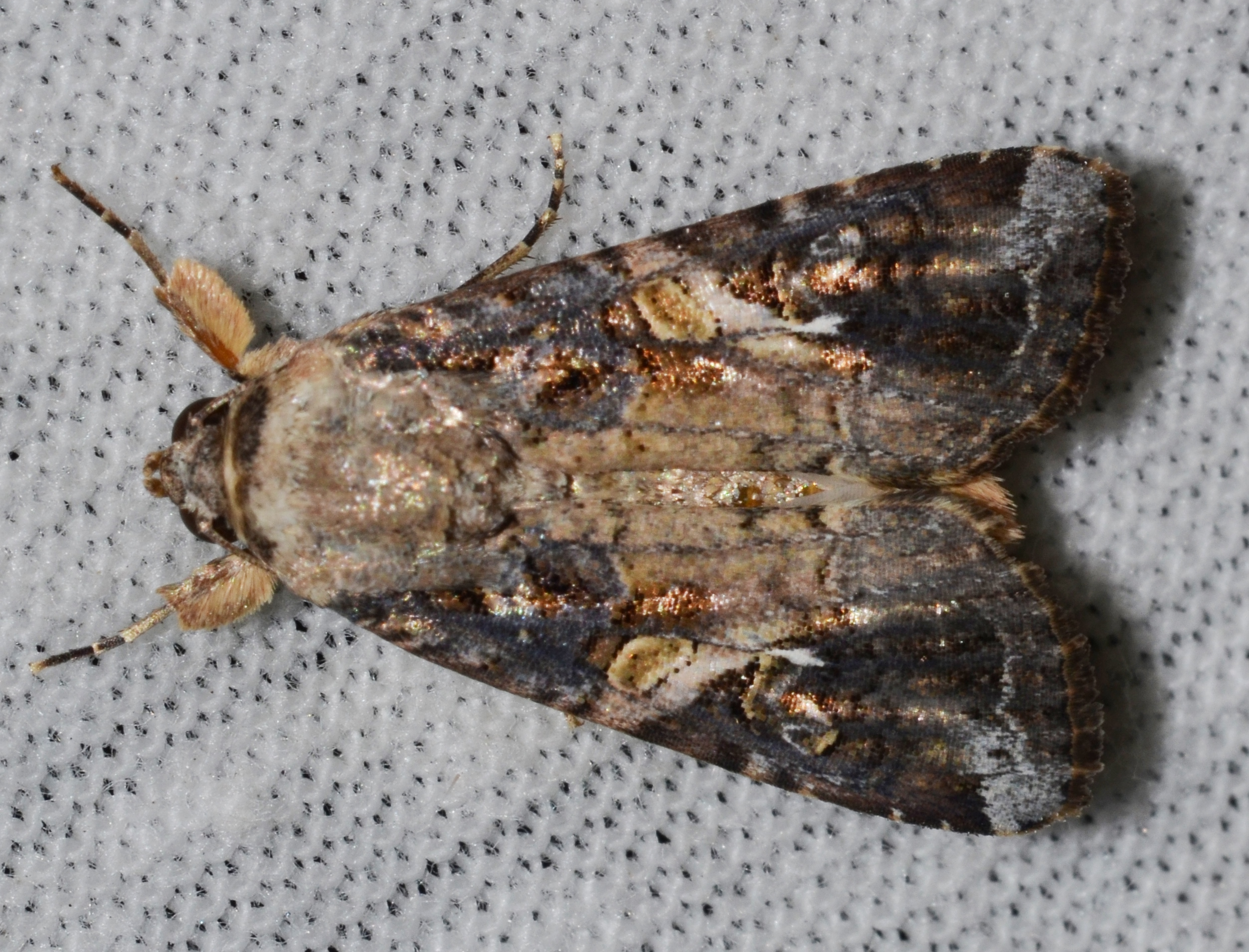
فراشة الحشد الخريفية، حشرة كاملة

### البيوض (1-3 أيام)
تتراوح اعدادها من 100 إلى 200 بيضة على الأوراق الصغيرة في العمر وتكون على شكل كتل كريمية متواجدة قرب قاعدة الورقة.

### اليرقات (3-15 يوم)
اليرقات الحديثة ( 3-6 أيام): بعد الفقس تتغذى اليرقات الحديثة على السطح السفلي للورقة. و تتجه غالباً لمنطقة القمع في النباتات الصغيرة اما في النباتات الكبيرة تهاجم أغلفة النورات المؤنثة في محصول الذرة ويزداد نشاط التغذية أثناء الليل.
اليرقات الكبيرة ( 6-15 يوم): تحدث ثقوب ظاهرة في الأوراق وتهاجم الحبوب المتكونة في النورات المؤنثة.

### العذراء (16-24 يوم)
تتعذر على بعد 2 إلى 18 سم تحت سطح التربة، وتكون على شكل شرنقة بيضاوية الشكل حمراء اللون ويبلغ طولها حوالي 2-3 سم.

### الحشرة الكاملة (25-30 يوم)
تتحول العذراى إلى حشرات كاملة.

## النطاق الجغرافي
تتوزع دودة الحشد الخريفية على نطاق واسع في أمريكا الشمالية والوسطى وأمريكا الجنوبية. أصبحت غازية في أفريقيا منذ عام 2016. لا يمكنها أن تنشط في الشتاء في درجات حرارة أقل من درجة التجمد،  لذا فهي تنجو فقط من فصل الشتاء في معظم المناطق الجنوبية للولايات المتحدة مثل تكساس وفلوريدا. وبسبب هذا، تعد دودة الحشد الخريفية آفة بارزة في الولايات الجنوبية الشرقية. ومع ذلك تنتشر موسميًا عبر شرق الولايات المتحدة وحتى جنوب كندا وتقطن مناطق بها تغذية مناسبة.
لقد تم تصميم التوزيع العالمي المحتمل لدودة القطن المتلفة للمحاصيل S. frugiperda باستخدام CLIMEX. يعكس التوزيع المحتمل العالمي على غرار ديناميكيات النطاق الموسمي الملحوظ الذي شهدته أمريكا الشمالية، حيث يتألف الكثير من النطاق المحتمل في أوروبا وجنوب إفريقيا والصين وأستراليا من الموئل المناسب مناخياً فقط خلال الأشهر الأكثر دفئًا.

## انتشار الآفة
تم الإبلاغ عنها لأول مرة في أفريقيا في عام 2016 ، حيث سببت أضرارًا كبيرة لمحاصيل الذرة ولديها إمكانات كبيرة لمزيد من الانتشار والضرر الاقتصادي. وانتشرت منذ ذلك الحين إلى 28 دولة في أفريقيا. في عام 2018 ، بدأت في الانتشار على نطاق واسع في الهند. في يناير 2019 ، تم تسجيل غزو كثيف لدودة الحربية في مزارع الذرة في سريلانكا 
تم اكتشاف الآفة لأول مرة في الصين في مقاطعة يونان الجنوبية الغربية في يناير 2019. منذ 2019 أصابت الآفة ما مجموعه 26 مقاطعة صينية ومن المتوقع أن تصيب دودة الحشد في عام 2020 حزام القمح شمال شرقي الصين. ووصف تقرير صادر عن وزارة الزراعة والشؤون الريفية الوضع بأنه «خطير للغاية». 
في فبراير 2020 تم الكشف عن دودة القطن المتلفة للمحاصيل (S. frugiperda) في كوينزلاند، أستراليا. وقد لوحظ في الفخاخ التي تم طعمها بإغراء فرمون الذكور أولاً في جزر أروب وسايبياي في مضيق طوريس، وبعد ذلك في البر الرئيسي بالقرب من كرويدن. في غضون أسبوع تم الإعلان رسميًا أنه يتعذر إستئصاله. في أبريل 2020 تم اكتشافه في بابوا غينيا الجديدة منتشراً عبر مضيق توريس.

## الموارد الغذائية

### اليسروع

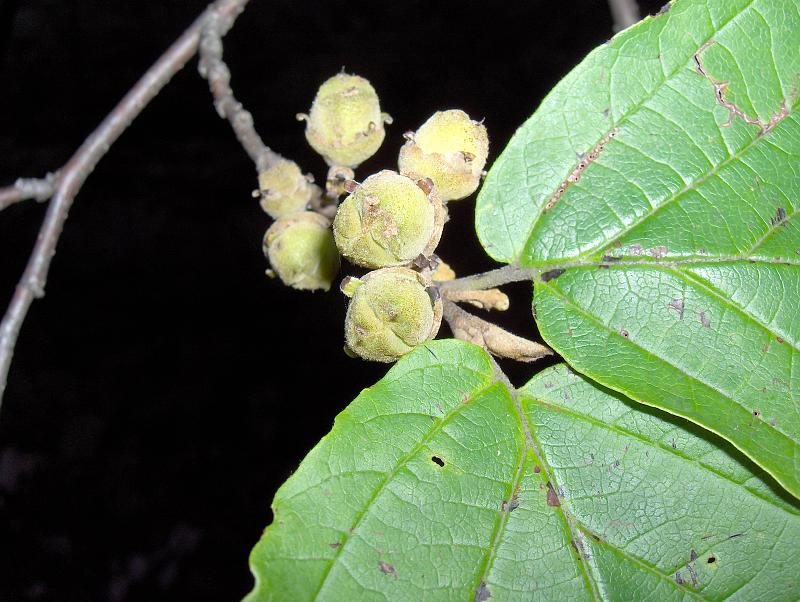
الساحره هازل

يتكون النظام الغذائي لديدان الحشد بشكل رئيسي من الأعشاب والمحاصيل الصغيرة مثل الذرة، ولكن لوحظ أن الأنواع تستهلك أكثر من 80 نباتًا مختلفًا. اكتسبت ديدان الحشد اسمها الشائع من خلال تناول جميع المواد النباتية التي تواجهها خلال انتشارها الواسع مثل جيش كبير. تتمتع بعض أصناف الذرة الحلوة بمقاومة جزئية وغير كاملة لديدان الحشد. تأتي المقاومة من بروتيناز فريد يبلغ 33 كيلو دالتون تنتجه الذرة عندما تتغذى عليها ديدان الحشد الخريفية أو يرقات أخرى. تم العثور على هذا البروتين لتقليل نمو يرقات دودة الحشد بشكل ملحوظ.